# 현주 (랴오닝성)
현주(顯州)는 요나라가 동경도에 설치한 행정 구역 가운데 하나이다. 현재의 진저우시 베이전시 일대에 존재했다. 봉선군(奉先軍)라고도 하여 <요사>에는 '현주 봉선군'으로 기록되어 있다. 상급주로 절도사를 두었다고 한다.

## 연혁
928년 동란국을 요동 지역으로 옮기는 과정에서 지금의 지린성 허룽 시일대에 설치되었던 중경 현덕부가 지금의 진저우시 일대로 옮겨졌다. 동란국을 통치했던 야율배가 이곳으로 옮겨진 동란국을 통치하다 사망했으며, 그의 무덤인 현릉(顯陵)이 있다. 독서를 좋아했던 그는 수만권의 책을 의무려산 꼭대기에 지은 '망해당(望海堂)'에 보관했다. 947년(대동 원년) 요 세종이 야율배의 영구를 직접 호위하여 변경에서 돌아왔다. 야율배가 의무려산의 기이함을 사랑하여 이곳에 장사를 지내고 그의 영정을 모신 전각을 만들었다고 한다.
주는 의무려산의 동남쪽에 있는데, 동경요양부의 주민 300호를 이곳에 옮겨 살게 하였다. 951년(응력 원년) 요 목종이 세종의 무덤을 현릉 서산에 두었고 벌목을 금했다. 장녕궁(長寧宮)과 적경궁(積慶宮)에 예속되었으며, 주의 군정을 동경도부서사에 맡겼다.

## 행정 구역
3주 3현을 통치했다.
| 주/현명 | 한자   | 대략적 위치   | 비고 |
| ------- | ------ | ------------- | --- |
| 봉선현  | 奉先縣 | 베이전시      | 한나라의 무려현이 있던 곳이다. 요세종이 요동 장락현(長樂縣)의 주민들을 이곳으로 이주시켜 능을 지키도록 했다. 장녕궁에 예속되었다.                                  |
| 산동현  | 山東縣 |               | 요 목종이 발해 영풍현(永豊縣)의 주민들을 이곳으로 옮기고 능을 지키도록했다. 적경궁에 예속되었다.                                                                   |
| 귀의현  | 歸義縣 |               | 현주를 진저우로 옮겨 신설할 때 같이 신설되었다. 이때 발해인들이 주의 설치를 도왔다. 요 세종은 이들에 대한 보상으로 호적에 따라 현을 설치했다. 장녕궁에 예속되었다. |
| 가주    | 嘉州   |               | 가평군(嘉平軍)이라고도 한다. 하급주로 자사를 두었다. |
| 요서주  | 遼西州 | 이현 장가보향 | 부성군(阜成軍)이라고도 한다. 중급주로 자사를 두었다. 한나라 요서군의 땅이었다. 세종이 줄르 세우고 현주와 장녕궁에 속하게 했다. 1개의 속현을 두었다.                |
| 장녕현  | 長寧縣 | 이현 장가보향 | 요서주의 속현이다. 990년(통화 8년) 제궁제할사(諸宮提轄司)의 주민들을 이곳으로 옮겨 설치했다.                                                                       |
| 강주    | 康州   | 우수리스크→?  | 하급주로 자사를 두었다. 세종이 발해 솔빈부의 주민들을 이곳으로 옮겨 설치하였다. 현주 장녕궁에 속했다. 후에 적경궁으로 소속을 옮겼다. 1개의 속현을 두었다.          |
| 솔빈현  | 率賔縣 | 우수리스크→?  | 발해의 솔빈부 주민들을 이곳으로 옮겨 설치했다. |